# 5-Méthyluridine triphosphate
La 5-méthyluridine triphosphate (m5UTP), ou ribothymidine triphosphate (rTTP), est un ribonucléotide constitué de résidus de thymine et de ribose lié à un groupe triphosphate. Contrairement aux autres ribonucléotides triphosphates, ce n'est pas un précurseur de l'ARN.
Son désoxyribonucléotide correspondant est la thymidine triphosphate.